# ノーホー
座標: 北緯40度43分43秒 西経73度59分33秒 / 北緯40.72863度 西経73.99253度

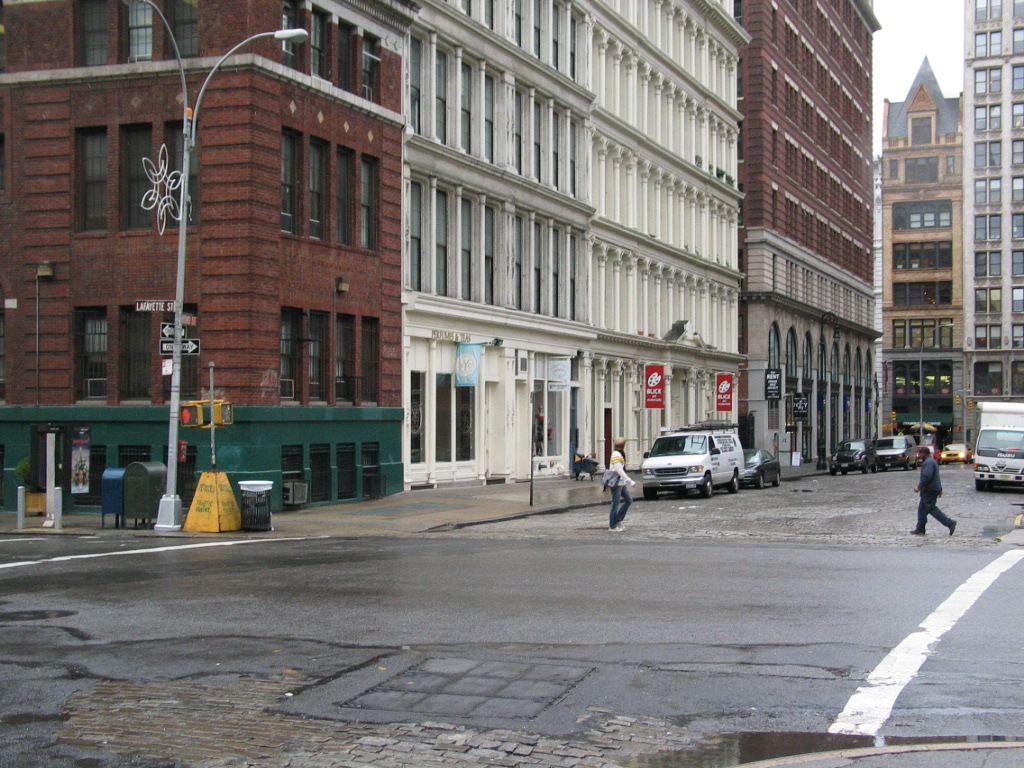
ボンド・ストリート（Bond Street）西を見たノーホーの風景。

ノーホー（NoHo）は、ニューヨーク市マンハッタン区ダウンタウンに位置する地区である。
ノーホー（NoHo）という名前の語源はハウストン・ストリートの北（North of Hous ton Street）の省略形であり、ハウストン・ストリートの南（South of Houston）の略であるソーホー（SoHo）と対をなしている。 
この地区の西端はマーサー・ストリート（Mercer Street）、東端はバワリー、北端は東9丁目、南端はハウストン・ストリートである。

## 概要
ノーホーには主にロフト・アパートメントが建ち並んでおり、これらの建築によってこのエリアはマンハッタンの中でもっとも高級で人気のある一つとなっている。これらの建物の総床面積が近代的高層ビルと比べて小さく部屋の供給量が少ないことと、このエリアのロケーションがいいことは、家賃が高騰する原因となっている。
ニューヨーク市歴史建造物保存委員会はこのエリアの大部分の建物、125の歴史建造物を含む歴史地区として2003年に指定した。この歴史地区はノーホー歴史地区（NoHo Historic District）およびノーホー東歴史地区（NoHo East Historic District）の二つに分かれている。

## 歴史
1748年、スイス出身の医師ジェイコブ・スペリー（Jacob Sperry）は、ニューヨーク市内で最初の植物園を現在のラファイエット・ストリートとアスター・プレイスの交差点付近に設立した。当時の市街地は、これよりも1マイル（1.6km）ほど南までしか到達しておらず、この植物園は市内の人々のリゾート地となった。1804年までに、ジョン・ジェイコブ・アスターはその植物園の土地をスペリーから購入し、ジョセフ・ドラクロワ（Joseph Delacroix）へとリースした:139:61。ドラクロワはボクスホール・ガーデン（Vauxhall Gardens）と呼ばれるリゾート地をこの場所に建設した。このリゾートは、それ以前より南のトライベッカに位置していた:44:61。ドラクロワへのリースは1825年に契約が満了し、この場所にはラファイエット・プレイス（現在のラファイエット・ストリート）が建設された。
ラファイエット・ストリートが1820年代に開業した時、この通りはニューヨーク市でもっとも流行のエリアとなった。この時代から現存している建物は当初のコロネード・ロウの半分のみである。この建物は、建設業者セス・ギア（Seth Geer）のためにアレクサンダー・ジャクソン・デイヴィスが設計し、1833年に建てられた。この建物の向かいは・パブリック・シアターであった。ここが軽工業と倉庫地区であった時代、ロバート・メイプルソープのロフトはノーホーにあった。

## ギャラリー

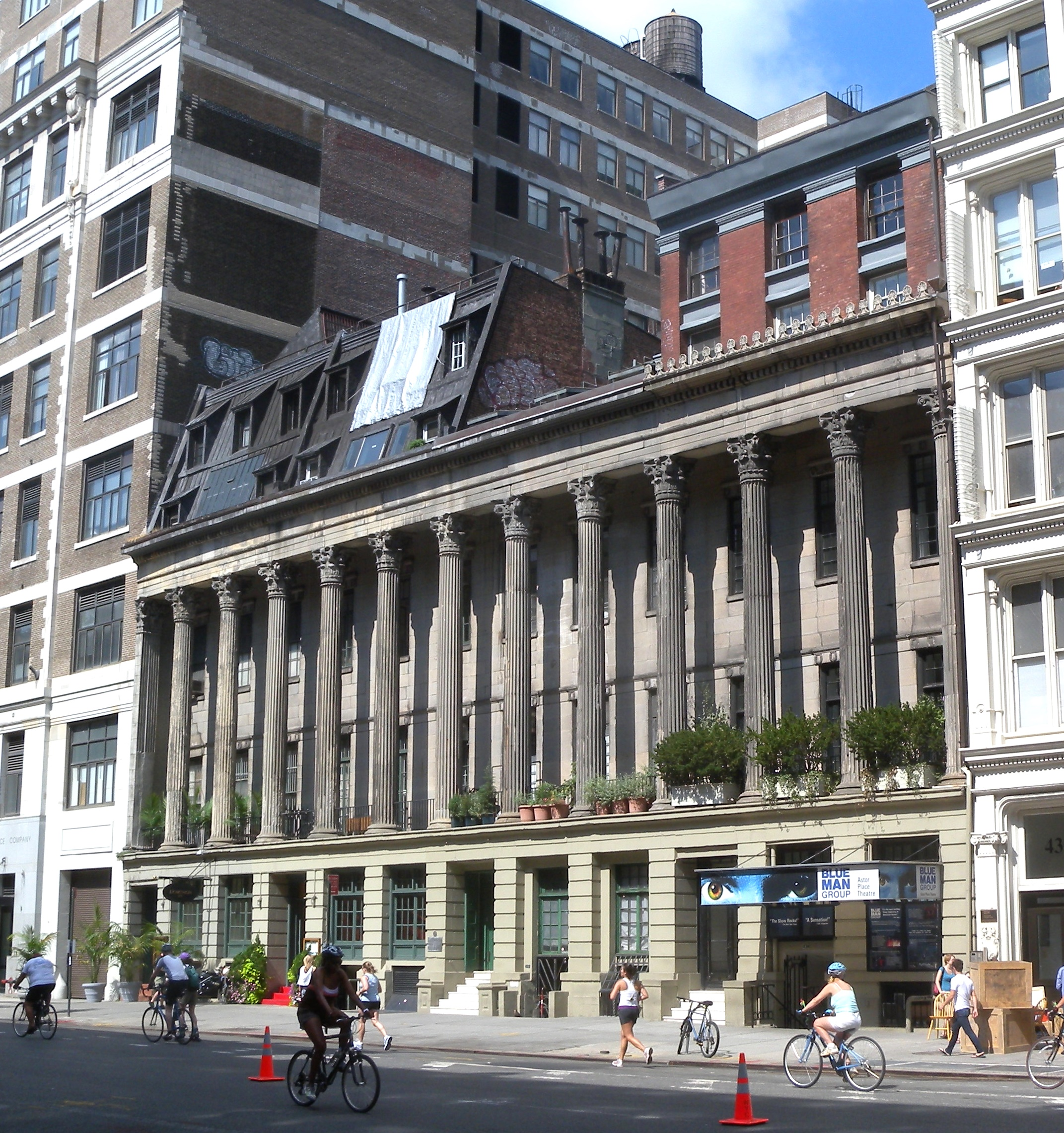
コロネード・ロウ。
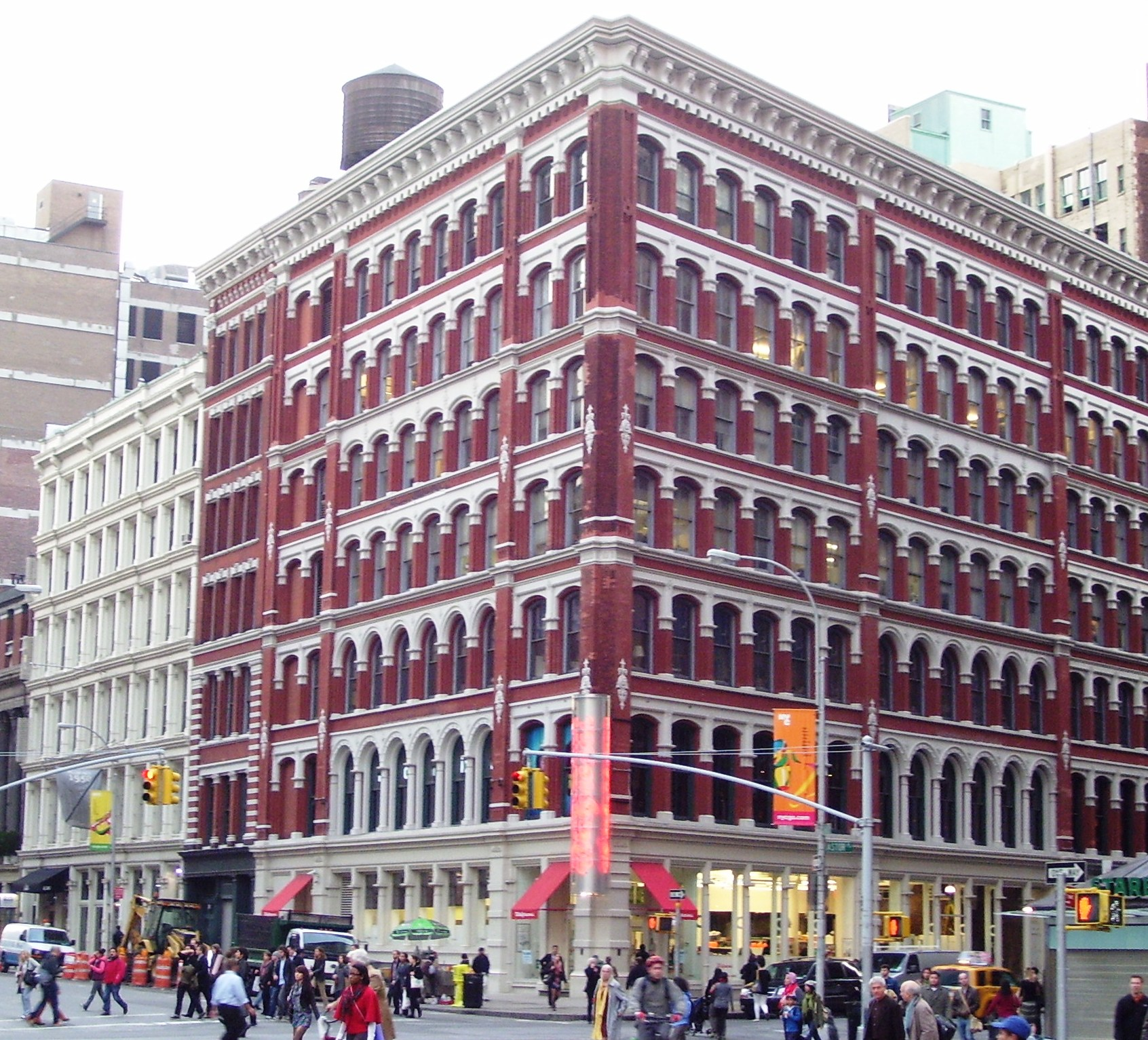
ラファイエット・ストリート 444に建つ1876年竣工のアスター・プレイス・ビル（The Astor Place Building）。
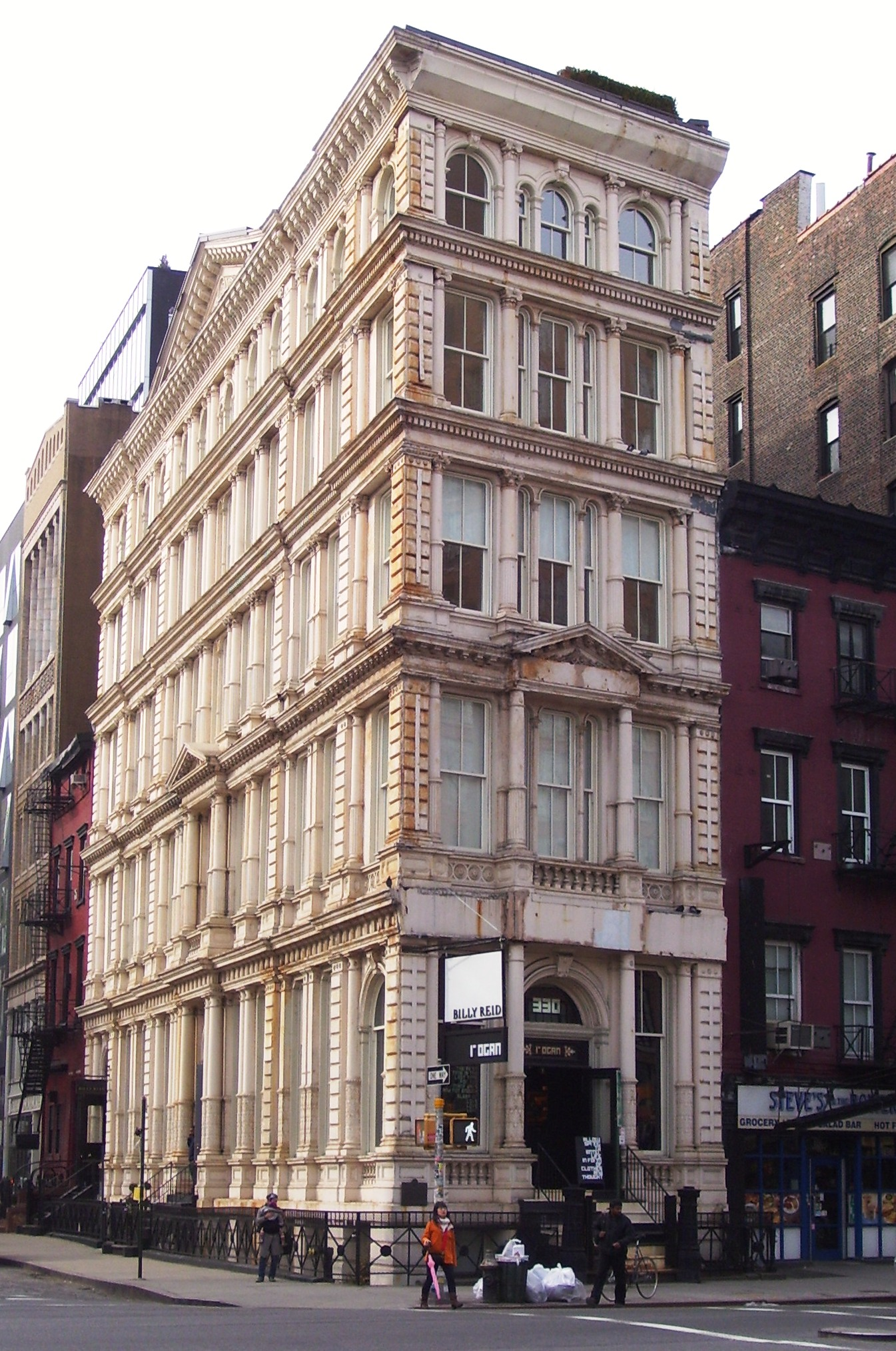
バワリーに建つバワリー・レーン・シアター（英語版）のファサード（2010年）
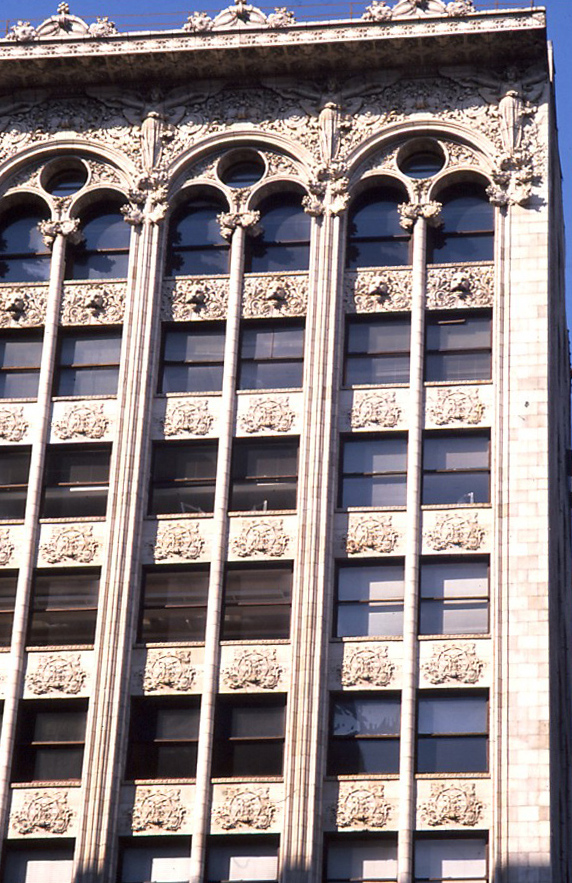
ルイス・サリヴァンによるベイアード＝コンディクト・ビル（英語版）のファサード。1897–99年に、ブロードウェイとラファイエット・ストリートの間のブリーカー・ストリート 65に建てられた。
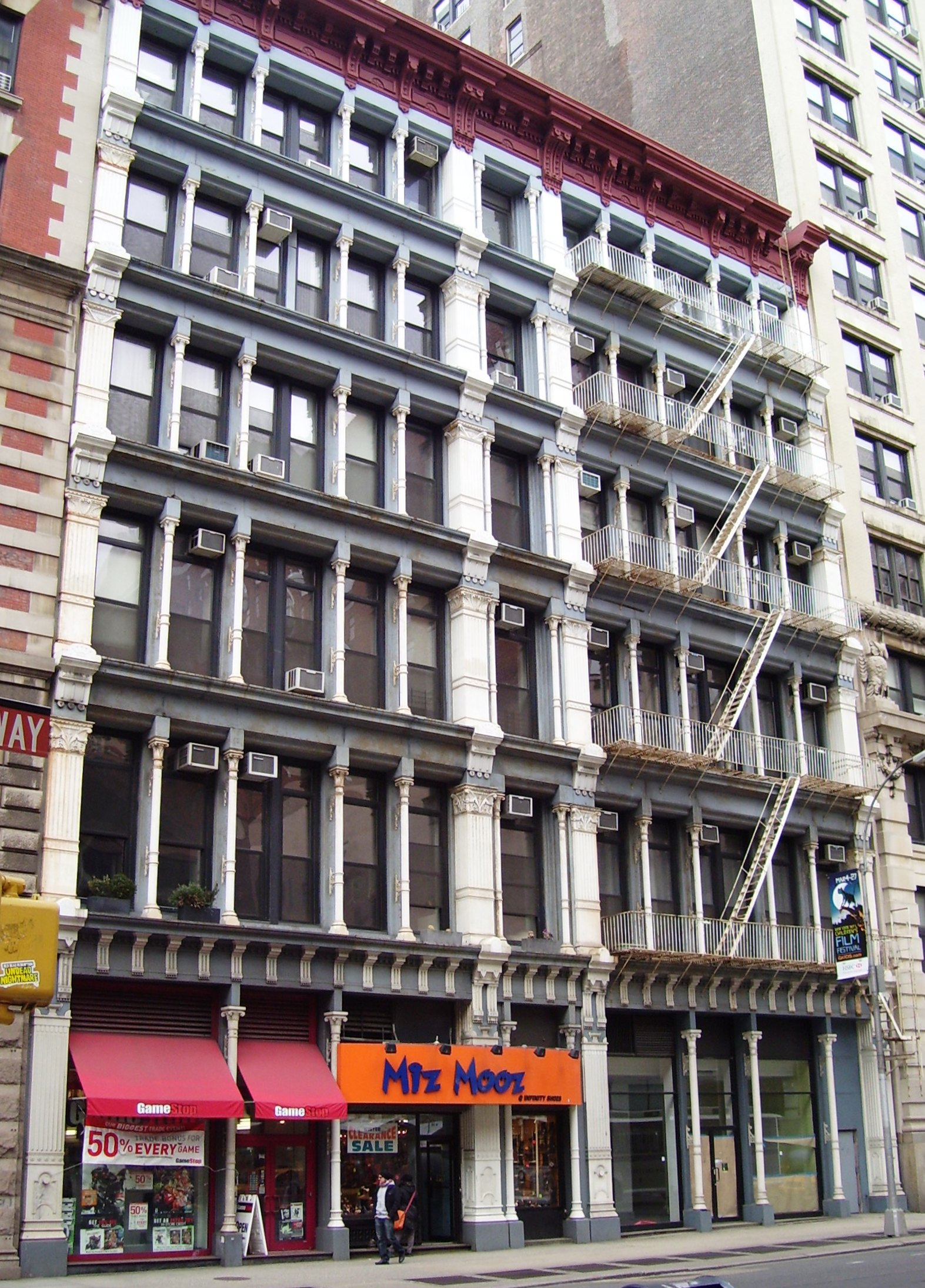
J・A・ウッド（英語版）設計で1885–88年に建てられた687–691 ブロードウェイ/250–254 マーサー・ストリート。
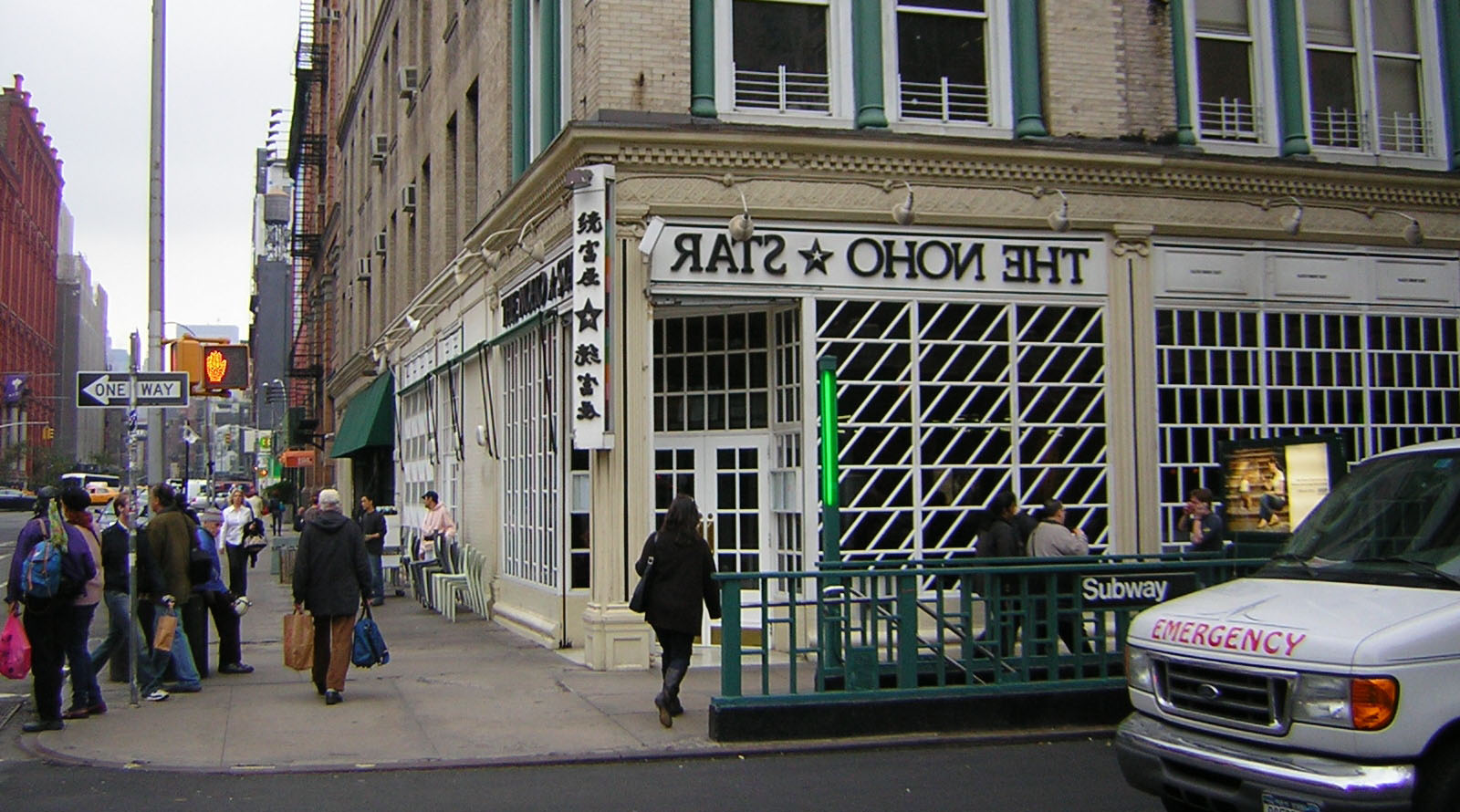
ブリーカー・ストリート駅およびノーホー・スター・レストラン。